# Ophiologimus secundus
Ophiologimus secundus är en ormstjärneart som beskrevs av Jean Baptiste François René Koehler 1914. Ophiologimus secundus ingår i släktet Ophiologimus och familjen knotterormstjärnor. Inga underarter finns listade i Catalogue of Life.